# 近藤万春
近藤 万春（こんどう まはる、1996年1月24日 - ）は、福岡県福岡市出身のハンドボール選手。日本ハンドボールリーグのイズミメイプルレッズ所属。

## 経歴
福岡・春吉中でハンドボールを始め、筑紫女学園高等学校時代は2013年に第5回女子ユースアジア選手権の日本代表U-18に選ばれた。
高校卒業後は大阪体育大学へ進学し、2014年に第5回女子ユース世界選手権の日本代表U-18に選出。
2015年に第3回U-22東アジア選手権の日本代表に選出された。
2016年は全日本学生ハンドボール選手権大会（インカレ）で優秀選手賞を受賞。
2017年は西日本学生ハンドボール選手権大会で優秀選手に選出。インカレでは2年連続となる優秀選手賞を受賞。同年2月にはカザフスタン代表との親善試合「ヤングおりひめトライアルゲームズ」の日本代表U-22に選出された。
2018年1月に日本ハンドボールリーグの広島メイプルレッズへ加入。7月には第24回世界学生選手権大会の日本代表U-24に選ばれ優勝した。2018-19年シーズンはリーグ17位タイの66得点を記録し、最優秀新人賞を受賞した。
2021年東京五輪の日本代表に選出（チーム最年少の25歳）。5試合中4試合に出場。
2022年1月試合中に左膝の前十字靱帯を断裂。手術を受け、復帰まで9カ月かかった。

## 詳細情報

### 年度別成績
| 年       | チーム   | 試合 | フィールド 得点 | 率   | 7m  | 合計   | 警告 | 退場 | 失格 |
| -------- | -------- | ---- | --------------- | ---- | --- | ------ | ---- | ---- | ---- |
| 2017-18  | 広島     | 4    | 1/2             | .500 | 0/0 | 1/2    | 0    | 0    | 0    |
| 2018-19  | 広島     | 22   | 66/109          | .606 | 0/0 | 66/109 | 1    | 1    | 0    |
| JHL：2年 | JHL：2年 | 26   | 67/111          | .604 | 0/0 | 67/111 | 1    | 1    | 0    |

### JHLプレーオフ
| 年      | チーム | 試合                                                  | フィールド 得点 | 率   | 7m  | 合計 | 警告 | 退場 | 失格 |
| ------- | ------ | ----------------------------------------------------- | --------------- | ---- | --- | ---- | ---- | ---- | ---- |
| 2017-18 | 広島   | ソニーセミコンダクタマニュファクチャリング戦 (準決勝) | 0/0             | -    | 0/0 | 0/0  | 0    | 0    | 0    |
| 2017-18 | 広島   | 北國銀行戦 (決勝)                                     | 0/0             | -    | 0/0 | 0/0  | 0    | 0    | 0    |
| 2018-19 | 広島   | オムロン戦 (準決勝)                                   | 4/8             | .500 | 0/0 | 4/8  | 0    | 0    | 0    |

### タイトル・表彰

#### 日本ハンドボールリーグ
- 最優秀新人賞 (2018年)
- ベストイレブン(2020-2021シーズン)

### 記録

#### 日本ハンドボールリーグ
- フィールドゴール初得点：2018年2月25日、対ソニーセミコンダクタマニュファクチャリング戦（霧島市国分体育館）[11]

### 背番号
広島メイプルレッズ
- 21 (2018年 - )

日本代表
- 34 (2021年)

## 代表歴

### 日本代表
- 東京オリンピック　(2021年)
- 世界選手権（2021年）

### 日本代表U-24
- 世界学生選手権 (2018年)

### 日本代表U-22
- U-22東アジア選手権 (2015年)
- ヤングおりひめトライアルゲームズ (2017年)

### 日本代表U-18
- ユース世界選手権 (2014年)
- ユースアジア選手権 (2013年)